# Roma (Chile)
Roma es una localidad ubicada en la comuna de San Fernando, provincia de Colchagua, O'Higgins, Chile. En el año 2005 contaba con una población de 1.622 personas.
La principal actividad económica de la localidad es la agricultura, orientada tanto al mercado interno como externo, siendo sus principales productos las manzanas, cítricos y el tomate industrial.

## Historia
El Diccionario Geográfico de Francisco Solano Astaburuaga (1899) lo describe como una "aldea corta del departamento de San Fernando situada á siete kilómetros hacia el E. de su capital y á las faldas de la serranía de los Andes que mira á la misma ciudad. Tiene una pequeña iglesia, escuelas públicas para niños de ambos sexos, estafeta y 678 habitantes. Pasa á su inmediación un pequeño arroyo, que baja de esa serranía y que cae en el Talcarehue ú Hontiveros [Antivero] al oeste. Sus contornos se reparten en varias heredades que generalmente llevan el mismo nombre de Roma"